# HD59343
HD59343 — хімічно пекулярна зоря спектрального класу B9, що має видиму зоряну величину в смузі V приблизно  9,1.
Вона  розташована на відстані близько 1009,8 світлових років від Сонця.

## Пекулярний хімічний склад
Зоряна атмосфера HD59343 має підвищений вміст 
Si
.